# جلعاد أردان
جلعاد منشيه أردان (بالعبرية: גִּלְעָד מְנַשֶּׁה אֶרְדָן) مواليد 30 سبتمبر 1970 في عسقلان، إسرائيل، سياسي إسرائيلي، وعضو بالكنيست عن حزب الليكود، عضو في المجلس الوزاري المصغر (الكابنيت الإسرائيلي)، ووزير الأمن العام الإسرائيلي.
تم انتخابه عام 2005 رئيسًا لمنظمة "السام"، وهي منظمة غير حكومية وغير ربحية تتعامل مع قضايا المخدرات للشباب (عمل أيضًا في لجنة مكافحة تعاطي المخدرات في الكنيست)، وقام أيضًا بتأسيس اللوبي من أجل الجنود المفقودين. في العمل. وكان إردان أيضًا عضوًا في الجمعية العامة لهيئة البث العام الإسرائيلية.
عند وقوع انتفاضة السكاكين في أكتوبر 2015، اقترح أردان عدم تسليم منفذي الهجمات الفلسطينيين إلى ذويهم بحجة أن أهلهم يحولون جنائزهم إلى تظاهرات للتحريض على الإرهاب والقتل، ووافق رئيس الحكومة الإسرائيلية على اقتراحه.